# (5966) Tomeko
(5966) Tomeko est un astéroïde de la ceinture principale.

## Description
(5966) Tomeko est un astéroïde de la ceinture principale. Il fut découvert le 15 novembre 1990 à Geisei par Tsutomu Seki. Il présente une orbite caractérisée par un demi-grand axe de 3,02 UA, une excentricité de 0,09 et une inclinaison de 3,6° par rapport à l'écliptique.

## Compléments